# Günther von Oetinger
Günther von Oetinger (* 3. September 1821 in Großfurra; † 10. Oktober 1881 in Trier) war ein preußischer Generalmajor.

## Leben

### Herkunft
Günther war der Sohn des preußischen Rittmeisters Gustav von Oetinger (1791–1824) und dessen Ehefrau Bertha, geborene von Wurmb (1802–1868).

### Militärkarriere
Oetinger besuchte das Potsdamer Kadettenhaus und wurde am 15. August 1838 als Unteroffizier dem 24. Infanterie-Regiment der Preußischen Armee überwiesen. Bis Mitte November 1840 avancierte er zum Sekondeleutnant. Nach seiner Ende März 1846 erfolgten Versetzung in das 32. Infanterie-Regiment war er im Juni 1848 zur Ausbildung mit dem Dreyse-Zündnadelgewehr nach Sömmerda kommandiert. Von März 1852 bis August 1859 folgte seine Kommandierung als Kompanieführer beim III. Bataillon im 32. Landwehr-Regiment nach Naumburg (Saale). Als Hauptmann wurde Oetinger Ende September 1859 zum Kompaniechef ernannt und Anfang Mai 1860 zum 32. kombinierten Infanterie-Regiment kommandiert. Daraus formierte sich zum 4. Juli 1860 das 4. Thüringische Infanterie-Regiment Nr. 72 und Oetinger wurde zum Chef der 1. Kompanie in Torgau ernannt. Während des Deutschen Krieges war er 1866 Kommandeur des Besatzungsbataillons in Naumburg (Saale) und nahm als Major an der Schlacht bei Langensalza teil.
Nach dem Friedensschluss wurde Oetinger am 30. Oktober 1866 als Kommandeur des I. Bataillons im Infanterie-Regiment Nr. 80 nach Wiesbaden versetzt. Er führte sein Bataillon 1870/71 im Krieg gegen Frankreich als Oberstleutnant in den Schlachten bei Weißenburg, Wörth und Sedan, der Belagerung von Paris sowie der Beschießung von Pfalzburg. Ausgezeichnet mit beiden Klassen des Eisernen Kreuzes beauftragte man ihn nach dem Frieden von Frankfurt am 20. Juni 1871 mit der Führung des 3. Hessischen Infanterie-Regiments Nr. 83 in Kassel. Vom 4. November 1871 bis zum 14. September 1876 war er, seit Mitte Januar 1872 Oberst, Kommandeur dieses Verbandes. Anschließend wurde Oetinger unter Stellung à la suite des Regiments nach Trier versetzt und zum Kommandeur der 31. Infanterie-Brigade ernannt. In dieser Eigenschaft erhielt er Mitte September 1877 den Roten Adlerorden II. Klasse mit Eichenlaub. Er verstarb in Ausübung seines Dienstes am 10. Oktober 1881.

### Familie
Oetinger verheiratete sich am 23. September 1851 in Wandersleben mit Franziska Klien (1825–1901). Aus der Ehe gingen folgende Kinder hervor:
- Wolfgang (1853–1910), preußischer Oberst und Kommandeur des Husaren-Regiments „von Schill“ (1. Schlesisches) Nr. 4 ⚭ Klara Brückner
- Gabriele (* 1856) ⚭ Louis von Basse, preußischer Hauptmann
- Horst (1857–1928), preußischer General der Infanterie ⚭ Helene Bender (* 1869)